# Kazimierz Moczarski

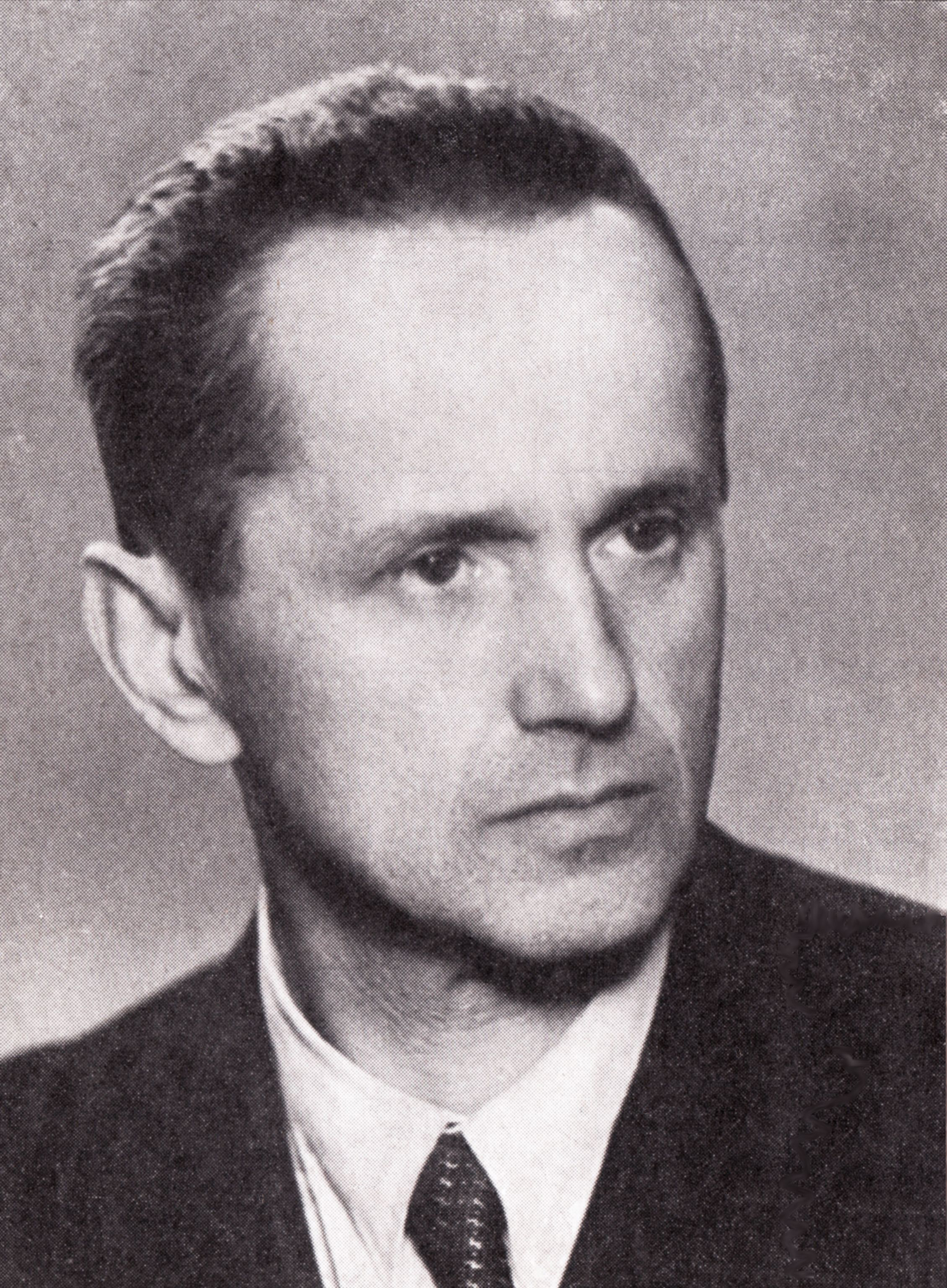
Kazimierz Moczarski um 1956

Kazimierz Damazy Moczarski (* 21. Juli 1907 in Warschau; † 27. September 1975 ebenda) war ein polnischer Journalist und Schriftsteller sowie während der deutschen Besetzung Polens Leiter des Büros für Information und Propaganda der polnischen Untergrundstreitkräfte. 

## Leben
Moczarski studierte Rechtswissenschaft an der Warschauer Universität sowie Journalistik an der Warschauer Hochschule für Journalismus und erhielt 1931 ein Praktikum im polnischen Konsulat in Paris. 1932 bis 1934 studierte er in Paris am Institut für Internationale Rechtswissenschaften. Danach war er bis 1939 Journalist.
Nach dem Überfall Deutschlands auf Polen war er ab 1940 Mitglied der im Untergrund operierenden Heimatarmee (poln. Armia Krajowa, AK). Ab August 1942 war er im Büro für Information und Propaganda (BiP) der AK tätig, nahm aber auch an einigen Kampfaktionen der AK teil. Während des Warschauer Aufstandes 1944 leitete er die Funkstation der Aufständischen, im April 1945 übernahm er die Leitung des BiP.

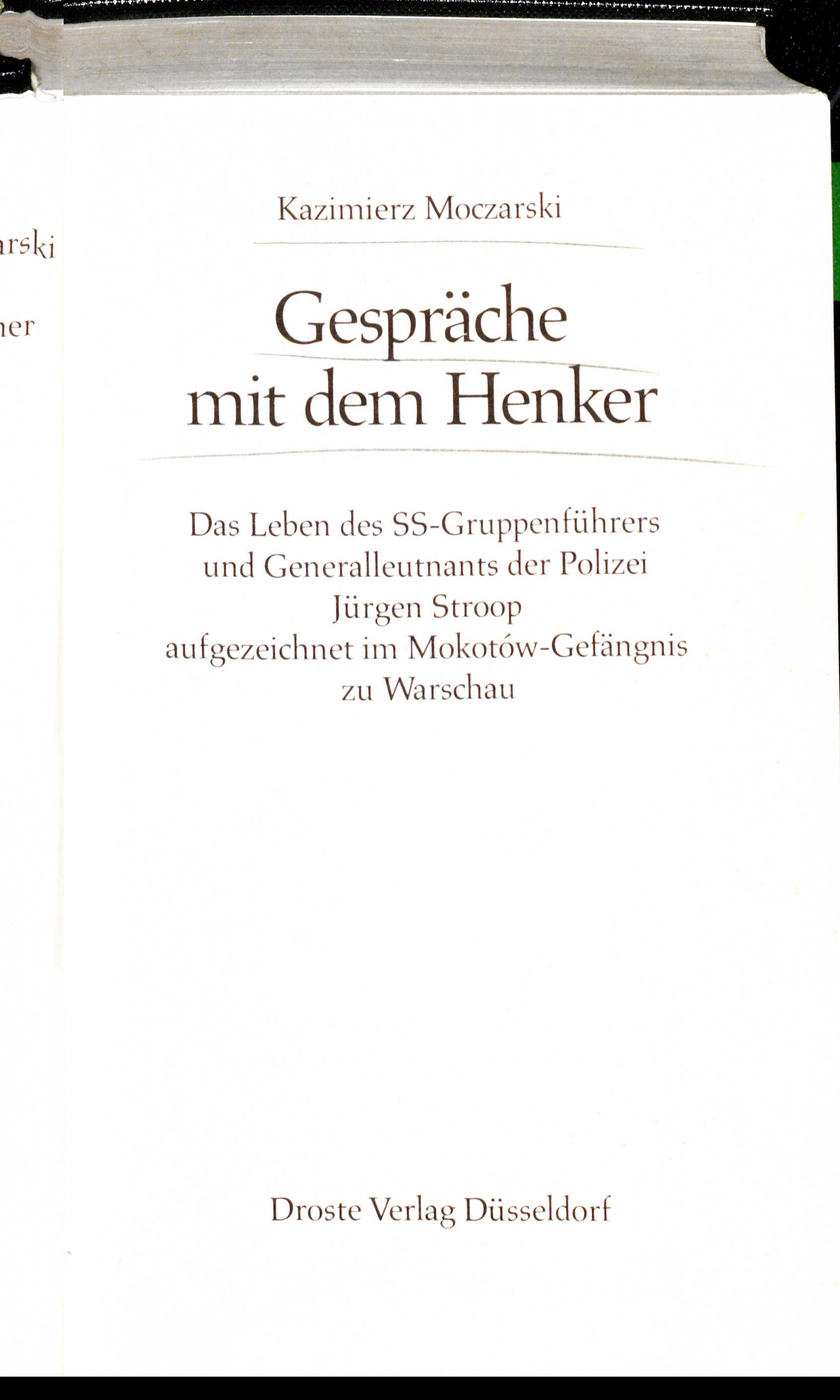
Deutsche Übersetzung 1978

Am 11. August 1945 wurde er von den stalinistischen Behörden verhaftet, im Gefängnis gefoltert und zu zehn Jahren Haft verurteilt. 1948 begann ein erneutes Gerichtsverfahren und 1952 erfolgte das Todesurteil. Als zusätzliche Schikane der Gefängnisverwaltung wurde Moczarski vom 2. März bis 11. November 1949 mit dem Kriegsverbrecher Jürgen Stroop, 1943 Befehlshaber der SS-, Polizei- und Wehrmachtseinheiten für die Niederschlagung des Aufstandes im Warschauer Ghetto, in einer Zelle des Gefängnisses in Mokotów untergebracht.
Nach Stalins Tod 1953 wurde die Todesstrafe vom Obersten Gericht in lebenslange Haftstrafe umgewandelt. Moczarski blieb aber bis 1955 in der Todeszelle. 1956 wurde Moczarski begnadigt und kam am 24. April 1956 frei. In einem von ihm angestrengten Rehabilitationsverfahren wurde er am 11. Dezember 1956 freigesprochen. Er wurde Chefredakteur der Tageszeitung Kurier Polski. Schwer erkrankt, trat Moczarski 1975 in den Ruhestand und starb einige Monate später.
Aus der Erinnerung an die Gespräche mit Stroop entstanden ab 1972 die Aufzeichnungen Gespräche mit dem Henker (Rozmowy z katem), die in Polen in der Zeitschrift Odra erschienen und erst postum 1977 als Buch veröffentlicht wurden. Es wurde am 17. April 1979 von Peter Konwitschny an der Volksbühne Berlin aufgeführt, für die polnische Uraufführung sorgten 1977 Zygmunt Hübner und Andrzej Wajda am Warschauer Gemeinschaftstheater.

## Werke

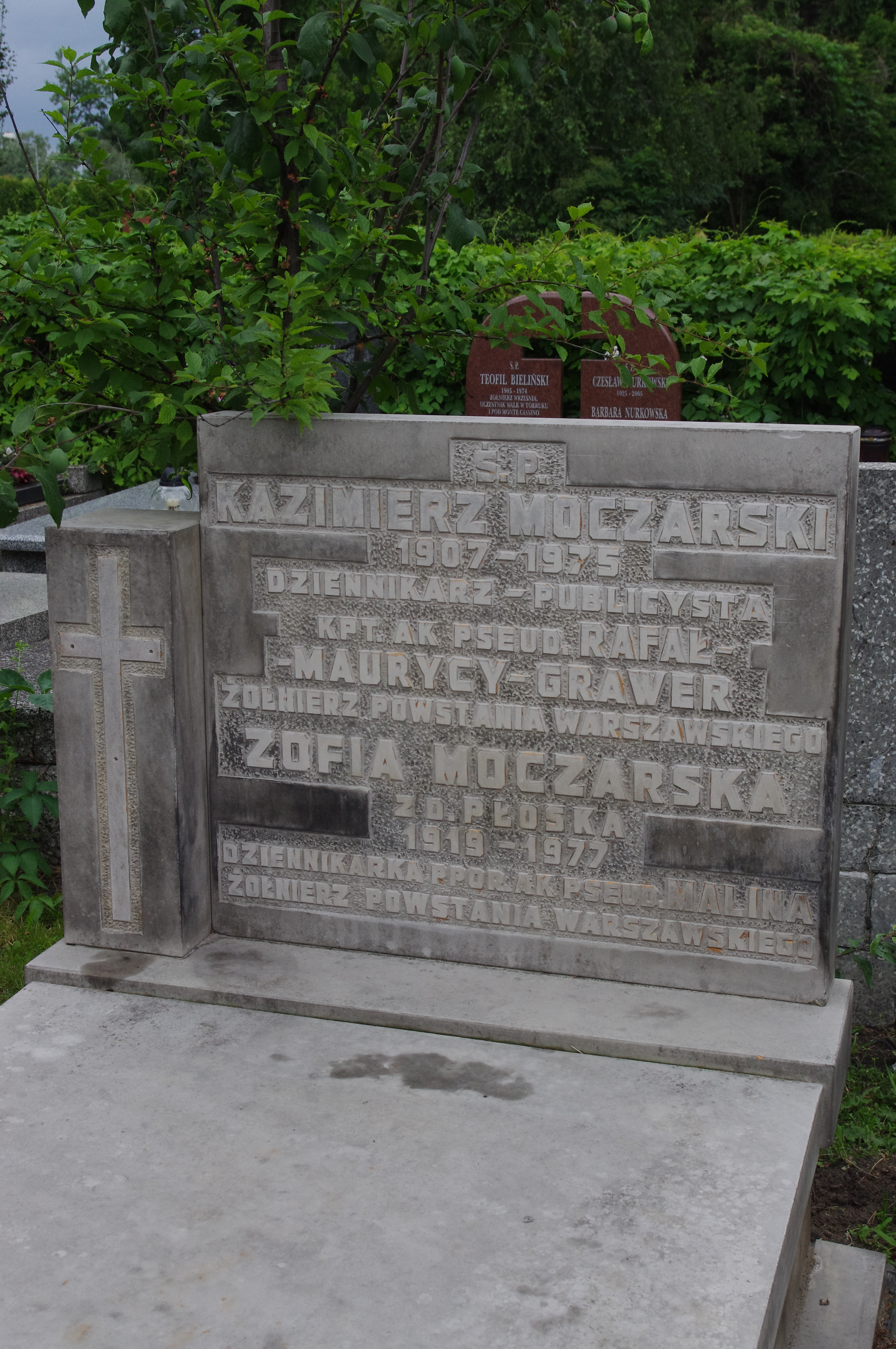
Grab in Warschau, 2012

- Kazimierz Moczarski: Gespräche mit dem Henker. Das Leben des SS-Gruppenführers und Generalleutnants der Polizei Jürgen Stroop, aufgezeichnet im Mokotów-Gefängnis zu Warschau. Deutsche Übersetzung von Margitta Weber. Mit den Beiträgen: Über Kazimierz Moczarski von Andrzej Szczypiorski, S. 9–29 und Ein ganz gewöhnlicher Deutscher von Erich Kuby, S. 421–427. Droste, Düsseldorf 1978, ISBN 3-7700-0511-2
- Kazimierz Moczarski: Gespräche mit dem Henker. Aus dem Polnischen von Hubert Schumann. Verlag der Nation, Ost-Berlin 1981.